# Karel Urbánek
Karel Urbánek (Bojkovice, 22 marzo 1941) è un politico ceco, noto per essere stato l'ultimo leader del Partito Comunista di Cecoslovacchia durante la Rivoluzione di velluto.

## Biografia
Urbánek lavorò come direttore di una stazione ferroviaria nella sua città natale. Il 24 novembre 1989 dopo una veloce elezione venne scelto per rimpiazzare Miloš Jakeš come segretario del Partito Comunista di Cecoslovacchia. L'unica importante decisione che prese durante il suo mandato, fu di cancellare la clausola della costituzione cecoslovacca che dava al partito comunista cecoslovacco il monopolio del potere politico, nonostante il controllo comunista sulla Cecoslovacchia fosse già sfumato dopo le dimissioni di Jakeš. Urbánek rimase alla guida del Partito Comunista di Cecoslovacchia fino al 20 dicembre 1989, quando fu rimpiazzato da Ladislav Adamec.